# Срезал
«Сре́зал» — рассказ Василия Шукшина, написанный в 1970 году. Первая публикация — в журнале «Новый мир» (1970, № 7). При жизни автора произведение было включено в сборник «Характеры», вышедший в свет в 1973 году, и книгу рассказов «Беседы при ясной луне», изданную в 1974 году. Положенный в основу сюжета конфликт между приехавшим в деревню кандидатом наук Константином Ивановичем Журавлёвым и местным жителем Глебом Капустиным, входящим в галерею шукшинских «чудиков», рассматривается исследователями как образец использования в диалоге приёмов социальной демагогии.

## Сюжет
В свою родную деревню приезжает на отдых кандидат наук Константин Иванович Журавлёв с женой и дочерью. Вечером местные жители собираются возле дома Глеба Капустина, славящегося умением сре́зать любого интеллектуала-горожанина. Узнав о прибытии Журавлёва, Глеб обещает землякам, что будет держать марку. Вскоре большая группа селян во главе с Капустиным отправляется к Константину Ивановичу в гости. Тот встречает визитёров приветливо, усаживает за стол, но быстро начинает понимать, что душевной беседы не получится. Разговор берёт на себя Глеб. Он постоянно озадачивает хозяина внезапными вопросами о первичности духа и материи, о понятии «невесомость» применительно к философии, о проблеме шаманизма на северных территориях. Журавлёв теряется под напором бросаемых в его адрес реплик — диалог с Глебом кажется ему абсурдным, но мужики, наблюдающие за «спектаклем», явно одобряют поведение Капустина. Тот, психологически подавив оппонента, объясняет суть устроенного им представления фразой: «Люблю по носу щёлкнуть — не задирайся выше ватерлинии! Скромней, дорогие товарищи…».

## История создания и публикации
Среди заготовок и заметок, которые Шукшин делал в тетрадях и записных книжках, сохранился план рассказа «Срезал». Набросок представлял собой краткий конспект будущего произведения: «Приехал в село некий учёный человек, выходец из этого села… К земляку пришли гости. А один пришёл „поговорить“. И такую учёную сволочную ахинею понёс, так заковыристо стал говорить! Учёный растерян, земляки-односельчане с уважением и ужасом слушают идиота, который, впрочем, не такой уж идиот». Как предполагают исследователи, в основе сюжета лежали личные впечатления автора от общения с некоторыми земляками из алтайского села Сростки, в котором прошли детские и юношеские годы Шукшина. Живя в Москве, Василий Макарович порой получал со своей малой родины письма, содержание которых сводилось к фразе «много о себе понимать стал». В Сростках земляки иногда задавали ему весьма ехидные вопросы: «Слыхал я, тебе заслуженного деятеля дали, а что ж не народного артиста — не взошёл?»
Произведение было опубликовано в журнале «Новый мир» (1970, № 3) и включено в сборники «Характеры» (1973) и «Беседы при ясной луне» (1974). Весной 1974 года Шукшин дал интервью итальянской газете L’Unità. Корреспондента, в частности, интересовал вопрос, какой из рассказов, вошедших в сборник «Характеры», является его любимым. Писатель назвал рассказ «Срезал», отметив при этом, что поведение героя, стремящегося с помощью демагогических приёмов загнать оппонента в угол, связано с определёнными комплексами: «это злая месть за то, что он на пиршестве, так сказать, обойдён чарой полной».

## Образы героев
Образы героев рассказа не только по-разному трактовались исследователями, но и стали поводом для литературных полемик. В меньшей степени это относилось к Константину Ивановичу Журавлёву, которого критики в основном называли деликатным и образованным человеком. Приехав в деревню навестить мать, кандидат наук очень благожелательно встретил появившихся в его доме друзей детства (Глеб, выросший в соседнем селе, в их число не входил), однако вечер воспоминаний не состоялся: ничего не подозревающему Журавлёву изначально была уготована роль жертвы в заранее придуманном спектакле.
Гораздо больше разноречивых мнений вызвал другой персонаж рассказа — Глеб Капустин. Так, критик Адольф Урбан писал, что с образом этого героя связано новое — для 1970-х годов — социальное явление, а сам Глеб выступает «от целого ряда пустозвонов, паразитирующих на том, что называют информационным взрывом». Литературовед Владимир Коробов, в целом соглашаясь с Урбаном по поводу «типического образа», считал, тем не менее, что Капустин отнюдь не линеен — его поведение обусловлено не только завистью по отношению к тем выходцам из деревни, которые в городе добились определённых успехов. Согласно версии Коробова, Глеб и его товарищи ещё до приезда Журавлёва сталкивались с проявлениями надменности и чванства со стороны горожан — отсюда возникло подспудное желание показать, что деревенские тоже способны к интеллектуальным беседам. При этом кругозор «начитанного» Капустина ограничен обрывочными сведениями, почерпнутыми из журнала «Вокруг света».
Литературовед Вера Апухтина увидела в поведении Глеба проявления «некоего мессианства, вероучительства, гордого сознания своей непогрешимости и неограниченного права всех и вся обличать», а филолог Людмила Бодрова — признаки ницшеанства. С Бодровой не согласился исследователь литературы Александр Куляпин, отметивший в одной из статей, что «в ницшевском контексте никакой он не герой, а носитель морали рабов». Свой взгляд на персонажей предложил критик Владимир Яранцев. По его словам, Глеб среди мужиков, восхищающихся его умением среза́ть оппонентов, выглядит как «своеобразный Разин, шаржированный обстоятельствами растущей „культурной“ пропасти между городом и деревней», тогда как в поведении Журавлёва, с недоумением выслушивающего его вопросы по поводу шаманизма, действительно проступает спесь.

## Анализ конфликта
Глеб Капустин «загонял собеседника» в заранее заготовленную научную тему (топик), тем самым возвышая значимость речевого поединка… разного рода манипулятивными приемами (передёргиванием, субъективной интерпретацией, демагогией), выводил растерявшегося противника из психологического равновесия и тем самым заставлял допускать ошибки (неважно какие: фактические, поведенческие, коммуникативные, нормативно-речевые).
Ошеломлённый неожиданной речевой атакой, Журавлёв во время общения с Капустиным допустил несколько ошибок. К примеру, когда Глеб в диалоге снисходительно предложил ему «почаще спускаться на землю», Константин Иванович произнёс фразы о том, что его оппонент «покатил бочку» и «с цепи сорвался». В ответ из уст Капустина прозвучало очередное нравоучение о том, что «этот жаргон… может плохо кончиться, товарищ кандидат». Ещё один промах со стороны Журавлёва произошёл в тот момент, когда он, ища поддержки у жены, назвал Глеба «типичным демагогом-кляузником». Тот, в свою очередь, отреагировал отповедью об отсутствии в его биографии написанных кляуз и анонимок. По мнению Николая Голева, «смысл манипуляции заключается в сознательном нарушении Глебом такого принципа речевого общения, как корпоративность, предполагающего, что для взаимопонимания у общающихся должны быть одинаковые презумпции. Но именно одинаковость Глебу не нужна».

## Художественные особенности
При анализе творчества Шукшина литературовед Игорь Сухих отметил, что как прозаик Василий Макарович вышел «не из гоголевской шинели, а из чеховского пальто». Поэтому ему были так близки «внезапные сценки», в которых действуют его герои — чудики. В галерею шукшинских чудиков входит и Глеб Капустин, звёздные часы которого случаются во время диалогов с известными земляками, прибывшими в родную деревню.
Изучая природу комического в произведениях Шукшина, исследователи обращают внимание на смешение стилей в речи Глеба. Стремясь выглядеть человеком образованным, он в разговоре соединяет реплики из бытового, неформального общения с пафосными публицистическими тирадами; в его языке газетные штампы соседствуют с фразами, присущими художественной литературе: «Вы забываете, что поток информации сейчас распространяется везде равномерно», «Не все средства хороши, уверяю вас, не все». Такое совмещение языковых приёмов не только делает произведение по-театральному зрелищным, но и позволяет автору развенчать своего героя. Сам рассказ построен как живая народная история — отсюда обилие сочинительных союзов, начинающих предложение или абзац («И вот теперь приехал кандидат Журавлёв», «И тут он попёр на кандидата», «И мужики изумлённо качали головами»), а также включённых в текст фразеологических оборотов: «Кандидатство — это ведь не костюм, который купил — и раз и навсегда».